# Campiglossa plantaginis
Campiglossa plantaginis är en tvåvingeart som först beskrevs av Alexander Henry Haliday 1833.  Campiglossa plantaginis ingår i släktet Campiglossa och familjen borrflugor. Arten är reproducerande i Sverige. Inga underarter finns listade.